# مقاطعة كلارك (أوهايو)
مقاطعة كلارك (بالإنجليزية: Clark County)‏ هي إحدى مقاطعات ولاية أوهايو في الولايات المتحدة الأمريكية.

## أعلام
- ميخائيل د. وايت